# Night on Earth (album)
Albums de Tom Waits
Big Time
(1988) Bone Machine
(1992)
Night on Earth est un album de Tom Waits sorti en 1992, bande originale de Night on Earth, film de Jim Jarmusch sorti en 1991. Tous les titres sont de Tom Waits sauf mention autre. Arrangements par Tom Waits et Francis Thumm. Enregistré par Biff Dawes à Prairie Sun Studios, ancien élevage de poulets situé dans la ville de Cotati.

## Titres
1. Back in the Good Old World (Gypsy)(Waits, Kathleen Brennan) - 2:30
2. Los Angeles Mood (Chromium Descensions) (Instrumental) - 2:35
3. Los Angeles Theme (Another Private Dick) (Instrumental) - 4:28
4. New York Theme (Hey, You Can Have that Heart Attack Outside Buddy) (Instrumental) - 4:03
5. New York Mood (New Haircut and a Busted Lip) (Instrumental) - 2:38
6. Baby, I'm Not a Baby Anymore (Beatrice Theme) (Instrumental) - 1:58
7. Good Old World (Waltz) - 2:46
8. Carnival (Brunello Del Montalcino) (Instrumental) - 3:05
9. On the Other Side of the World (Waits, Brennan) - 5:19
10. Good Old World (Gypsy Instrumental) - 2:19
11. Paris Mood (Un De Fromage) (Instrumental) - 2:38
12. Dragging a Dead Priest (Instrumental) - 4:00
13. Helsinki Mood (Instrumental) - 4:10
14. Carnival Bob's Confession (Instrumental) - 2:17
15. Good Old World (Waltz) (Waits, Brennan) - 3:56
16. On the Other Side of the World (Instrumental) - 3:59

## Musiciens[1]
- Josef Brinckmann — accordéon
- Matthew Brubeck — violoncelle
- Ralph Carney — trompette, saxophones alto et ténor, clarinette basse, clarinette, Baritone Horn, flûtes de Pan
- Joe Gore — guitare, banjo
- Clark Suprynowitz — basse
- Francis Thumm — harmonium, Stinson Band Organ
- Tom Waits — chant, Pump Organ, batterie, percussions, piano